# 重水素化ベンゼン
重水素化ベンゼン（じゅうすいそかベンゼン、英: Deuterated benzene）は、ベンゼンの同位体置換体（英: isotopologue）である。ベンゼン中の水素原子（H）が同位体である重水素（D）に置換されている。核磁気共鳴分光法で溶媒として用いられる。

## 応用
重水素化フェニル基を持つ分子の合成に使用される。重水素化ベンゼンは同位体効果により反応速度が減少するが、通常のベンゼンと同じ反応を起こすことができる。
一例として以下に重水素化安息香酸の合成を挙げる。